# 第四届全国人民代表大会代表名单
中華人民共和國第四屆全國人民代表大會代表，共有2885人，任期由1975年1月至1978年2月。
1970年3月13日中國共產黨中央政治局會議，討論通過由周恩來草擬的《中華人民共和國第四屆全國人民代表大會代表名額和選舉的決定》及關於四屆人大代表名額分配問題的兩個協商方案。會上，對《決定》和兩個協商方案作了說明。次日，致信毛澤東、林彪，報告政治局商議情況，並提出：代表中非中國共產黨黨員者不應少於百分之四十，愛國人士不應少於一百人，洛甫、稼祥等均需安排。同日，毛澤東批示：同意中央的部署。林彪批示：完全同意主席批示。

## 代表名單

### 北京市(222名)
丁雪松、于会泳、于桑、万里、马长礼、马成杰、马军、马坚、马振永、王义、王世梭、王世敏、王生、王观澜、王来珍、王秀英、王冶秋、王忠泽、王佩珠、王金葛、王炜钰、王建明、王选海、王殊、王海容、王维俭、王德惠、王道义、王震、王薇、牛书申、仁庆扎西、乌兰夫、方毅、邓小平、邓颖超、古元、卢宗英、叶飞、叶昆、田章、白寿彝、白漱新、丛学成、冯友兰、冯钦、边疆、成荫、吕玉珍、朱宗义、朱振明、乔冠华、伍经元、任允中、任成水、任恒太、庄则栋、刘大铮、刘友法、刘长瑜、刘凤秀、刘仙洲、刘庆棠、刘羽、刘芸生、刘秀美、刘诗昆、刘祥、关瑞梧、汤一介、许福昌、孙鸿志、牟森、杜秀咸、李力殷、李井泉、李少春、李长英、李文化、李双喜、李巧云、李茂元、李英杰、李金泉、李炎、李承祥、李荣春、李俊林、李腊和、李景德、李富春、李强、李翠兰、李德伦、杨扬、杨寿山、杨秀英、杨宏典、杨牧之、杨春茂、杨春霞、杨福绵、吴元福、吴印咸、吴仲华、吴作人、吴春山、吴桓兴、吴继华、吴德、吴德峰、何生祥、何厚文、余秋里、辛小练、汪洋、沈鸿、宋庆忠、宋金兰、迟群、张中玉、张凤文、张凤玲、张文碧、张世忠、张永枚、张发科、张进齐、张运麟、张均、张杰、张荫华、张荫锡、张勇手、张锡田、张镈、张鋆、陈丁茂、陈子斌、陈云、陈玉娘、陈世骧、陈永祥、陈国栋、陈福进、陈德和、武新宇、范达仁、林巧稚、林兆木、林佳媚、林慧卿、卓琳、罗玉川、罗沛霖、周天、周明臣、周建人、周海婴、周培源、郑银堂、孟继懋、赵俊祯、赵炳南、赵洪雁、赵淑珍、赵燕侠、柳忠阳、钟敏、侯宝林、洪雪飞、袁世海、袁琛、莫艾、夏震寰、顾品珍、钱伟长、倪志福、徐今强、徐富、殷诚忠、殷承祯、高玉倩、郭伟、郭沫若、郭映福、郭鲁、唐仲文、浦洁修、浩亮、浩然、诸福棠、姬鹏飞、黄长水、曹贤钦、曹禺、曹轶欧、曹鲁、盛丽华、康克清、韩文芝、韩权华、韩光明、韩宝瑞、程纯枢、程绍沛、傅文启、傅玉芳、童第周、谢芳、谢静宜、赖际发、解力夫、蔡畅、廖承志、谭元寿、谭震林、薛菁华、薄太和、冀汉朝、魏建功

### 天津市(128名)
于立群、马文瑞、马淑岭、王凤春、王凤茹、王有水、王江、王作山、王学文、王宝曾、王承书、王莘、王桂荣、王曼恬、王淑清、王淦昌、区棠亮、贝时璋、毛鹤年、尹赞勋、孔原、邓初民、扎喜旺徐、田增贵、白桂青、冯建成、吕正操、朱宪彝、伍修权、伍禅、华凤翔、华玉祥、伉铁俊、庄明理、刘文玉、刘文辉、刘玉忠、刘梦文、刘斐、江华、安广云、许德珩、孙津华、孙德刚、李力群、李亚敏、李延昌、李何林、李范一、李金生、李荣贵、李润杰、李德清、杨石先、杨东莼、杨秀峰、杨柳桥、吴有训、何基沣、闵恩泽、沈尔炎、宋文革、张化四、张文治、张迈君、张克侠、张杰、张国祥、张国基、张国藩、张桂珍、陆达、陈此生、陈炳建、陈离、陈维稷、陈景润、武玉璞、林启予、金善宝、周叔弢、周恩来、郎元臣、孟庆升、孟庆玉、孟宪华、赵耘、胡子昂、胡乔木、查夷平、段汝岭、侯隽、俞霭峰、姚志英、贾占金、顾康乐、顾滨源、钱三强、徐庆福、徐彦明、徐桂英、殷宝华、高士其、高金贵、郭大力、黄家驷、曹本熹、曹祥仁、龚学良、阎达开、阎福珍、韩光、韩修华、程子华、焦友轩、曾志、蒲辅周、楚图南、雷永芳、路希杰、解学恭、蔡树梅、廖灿辉、端治、缪天瑞、薛清泉、薄文槐、戴念慈

### 河北省(96名)
丁丛军、丁秀花、马力、马登宝、王云龙、王文秀、王世惠、王全有、王兴通、王志琪、王秀云、王余、王英俊、王益元、王淑芹、王喜珍、尹凤臣、叶颖芬、田章武、白启娴、冯玉明、宁谦和、戎冠秀、吕玉兰、乔丰旺、任桂莲、刘子厚、刘凤潮、刘玉章、刘玉霞、刘廷印、刘兴周、刘京彩、刘树勋、刘继泉、安振海、许家信、孙长兰、孙连恒、孙喜、李大成、李文祥、李荣珍、李柱、李桂兰、李景岩、杨志和、杨国栋、杨宗勤、杨保祥、吴中枢、沈文英、宋欣茹、张子明、张文兴、张玉谦、张本林、张秀玲、张岩、张树凤、张贵恩、张秋菊、陈礼、陈有贵、陈林发、陈素琴、陈哲、罗成德、竺万秀、周金兰、周炳仲、赵玉娥、赵改莲、赵英梅、胡长海、胡志宏、侯银会、晋桂香、贾占桐、高月琴、高建贤、高德升、黄才杰、曹秀荣、康德厚、阎振堂、董宗爱、韩永久、焦胜文、谢显奎、谢胜堂、雷淑年、樊德玲、潘承孝、潘善绪、霍满珍

### 山西省(55名)
王士民、王大任、王初鱼、王银娥、王德合、牛发和、牛桂英、毛联书、左辅官、申纪兰、冯颐芳、邢福林、吕树孝、朱俊威、刘开基、孙有仔、杜秀峰、李生义、李秉璧、李金渤、李顺达、李跟党、杨自秀、杨录奇、杨润盛、陆金增、陈永贵、陈尚智、陈黑旦、邵象伊、武秀珍、周明山、周忠业、郑六小、郝广杰、胡文秀、段林璋、侯国保、贾满和、贾福根、凌大琦、高四顺、郭凤莲、郭如玉、郭补金、席生书、董修誉、韩金花、谢拴贵、窦新丑、褚荣爱、蔡立坚、霍全仁、冀敏秀、穆仙联

### 內蒙古自治區(37名)
丁继红、王金玉、王铎、王增气、尤太忠、乌云其其格、巴图、巴图巴根、巴音道尔吉、邓存伦、玉荣、石翠荣、朱明辉、色兴嘎、刘三娃、刘立堂、刘光子、那钦双和尔、那顺巴雅尔、孙兰峰、吴涛、牡兰、宋海发、周北峰、宝力昭、宝日勒岱、孟昭勤、洪宝玉、秦富荣、倪子文、高树华、常四、清格尔泰、傅宽小、童启哲、潘秀英、魏金生

### 遼寧省(110名)
于启仁、于明义、于海峰、马玉兰、王凤恩、王本堂、王财、王秀春、王秋凤、王洪顺、王洪梅、王素清、王振海、王恩远、王崇伦、王淑芳、王景升、王富印、车丕恩、毛远新、毛合奎、方永恕、田玉珍、白音苍、白潜、巩天民、成家禄、吕从周、吕忠兰、吕德顺、朱葆琳、任宝成、任绍芬、刘文台、刘英华、刘金贵、刘惠芬、孙卫东、孙德民、苏爱武、杜洪珍、李平、李占兴、李成福、李兴恩、李志杰、李岗成、李国藩、李炳勋、李贺、李素文、李培元、李超、李薰、杨红伟、杨建发、杨桂品、杨景华、肖洪连、何麟生、辛国清、宋国民、张云卿、张文义、张有明、张建华、张树德、张桂芝、张桂珍、张铁生、张富芝、张群岭、陈岱、武国才、季学武、金道善、周明、周清友、郑春发、孟文焕、孟继永、赵世杰、赵作成、胡中海、胡凤鸣、姜淑华、姜雅琴、娄尔康、钱令希、倪美珍、倪福玲、徐福茂、高廷权、高桂英、黄永太、曹善柏、崔玉顺、斯冷巴拉吉、董玉琴、蒋忠巨、韩圣信、景长生、程凤久、傅国权、曾扬清、甄洪川、甄殿启、解锡成、黎光辉、魏秉奎

### 吉林省(61名)
丁成香、丁宝和、马瑞亭、王大珩、王万春、王玉洁、王成立、王俊清、王淮湘、云曙碧、戈桂芝、丛德贵、边仲科、朴伟勋、朴春子、吕清森、刘声、刘宪明、刘景海、刘德义、齐殿云、关布道日吉、许贞淑、孙成三、纪英林、纪景兰、纪富贵、苏里、杜景成、李克祥、李崇华、李清发、杨宝兰、吴招弟、张玉文、张永相、张国良、张艳梅、张蕴萍、陈瑞新、罗义春、罗布僧、金明奎、金桂兰、郑季翘、郑基赞、赵彩章、赵福禄、施占文、姚美玲、铉顺昌、徐广纯、徐寿轩、海玉琛、焉桂云、崔海龙、寇德新、曾庆友、裴解放、潘顺清、魏革命

### 黑龍江省(82名)
于维汉、山秋林、马庆福、马兴利、马恒昌、王文国、王文富、王双印、王江、王怀义、王金陵、尤庆、牛成山、尹坤、古宣辉、石德江、布和、卢景贵、田玉和、冯文秀、边福琴、吕长松、任志忠、刘长海、刘发、刘吉钧、刘光涛、刘恢先、刘素贤、刘淑霞、齐如元、安玉书、孙永胜、孙秀珍、苏广铭、苏玉杰、李永清、李在根、李延禄、李和、李贵林、李熙荣、杨易辰、杨雅琴、肖连营、闵振洲、宋振业、张世敏、张廷栋、张洪池、张菊芝、张景林、阿尤勒图贵、陈文忠、陈造反、金士英、金贞淑、周占鳌、周立美、房树松、屈清华、孟庆海、赵玉林、赵金彦、赵景全、赵殿楼、郝玉华、费恩信、格仁其木格、顾本生、顾训堂、徐咏之、曹志、崔云峰、董双琴、惠凤山、傅凤兰、傅慧敏、温存志、温溶洗、颜文斌、魏兴政

### 上海市(181名)
马天水、马秀英（女）、马纯古、马振龙、王永海、王芸生、王秀珍（女）、王阿牛、王林鹤、王金沅、王树元、王洪文、王德宝、方凤娣（女）、左英（女）、叶圣陶、叶昌明、史良（女）、白光标、冯国柱、冯瑞云、吕叔湘、吕美英（女）、朱永嘉、朱克江、朱阿凤（女）、朱根弟（女）、朱逢博（女）、朱践耳、朱蕴山、乔火根、乔石琼（女）、任继愈、任新民、任锡康、华罗庚、庄希泉、刘大年、刘大、刘念智、刘荣兴、刘振秀（女）、刘靖基、许杰、孙国英（女）、孙起孟、纪金红（女）、花义盛、花粉珍（女）、严济慈、李大贵、李红宝（女）、李丽芳（女）、李希凡、李炳淑（女）、李彬山、杨巧娣（女）、杨汇芬（女）、杨佩莲（女）、杨钟健、杨莲英（女）、杨桂英（女）、杨宽、杨嘉墀、肖木、吴玉琴（女）、吴冷西、吴若安（女）、吴金珠（女）、吴耀宗、何蓉芳（女）、余琴娣（女）、闵惠芬（女）、沙千里、沈友江、沈志远、沈品章、沈顺龙、沈恒金、沈雁冰、沈德荣、宋庆龄（女）、张文裕、张志让、张国均、张春桥、张品芳（女）、张香桐、张美娟（女）、张鼎丞、陆阿其、陆焕根、陈小妹（女）、陈元福、陈中伟、陈阿大、陈国祥、陈明其、陈望道、陈鸿仙、陈植、陈富、茅以升、林耀华、罗淑章（女）、季方、金英（女）、金祖敏、周慧芬（女）、庞夫力、郑革命（女）、赵朴初、赵志明、赵宏本、赵忠尧、赵重光、赵祖康、赵超构、赵惠琴（女）、赵赓荣、荣毅仁、胡子婴（女）、胡世全、胡宝华、胡绳、胡厥文、胡愈之、俞礼耀、施国华、祝希娟（女）、姚文元、姚永炀、秦宝芝、秦家欣（女）、袁水拍、贾亦斌、贾慧先（女）、柴雄昌、顾功叙、顾颉刚、钱昌照、倪志钦、倪琴兰（女）、徐金娣（女）、徐驿敏、徐寅生、徐辉（女）、徐殿宏、殷虹、凌金英（女）、唐弢、谈家桢、桑弧、黄士娣（女）、黄永安、黄金海、曹扬宝、龚丽琰（女）、龚饮冰、盛文翠（女）、崔奇、葛荷英（女）、葛敬恩、董承琅、董秋芳（女）、韩玉敏（女）、程国平、童祥苓、谢冰心（女）、谢香云（女）、谢群禄、筱文艳（女）、裔式娟（女）、蔡祖泉、蔡晬盎（女）、谭其骧、缪丽雅（女）、樊黎明、潘梅仙（女）、戴佐民、戴金荣

### 江蘇省(93名)
丁可则、丁光训、于思山、王天祥、王玉香、王恒兰、王敬美、王富来、王增熙、邓宝森、冯立云、吕志光、刘水光、刘长华、刘玉珍、刘同和、刘志奎、刘国钧、刘锡庚、祁明发、许一新、许佃仕、许家屯、孙明臣、苏正发、李玉、李玉泉、李执中、杨广立、杨廷宝、吴尤泉、吴可志、吴壮妹、吴兴才、吴贻芳、吴锦华、何泰德、邹云翔、汪永珠、宋昌规、张永刚、张仲云、张茂英、张国治、张树清、张高云、张朝太、陆小萍、陈子祥、陈永康、陈克兴、陈忠善、陈桂生、陈捌财、季贵行、金逊、周锡林、赵汉荣、赵学科、赵桂香、郝羡林、冒云芳、秦素萍、顾秀兰、顾宗元、钱云林、钱松嵒、徐一平、徐友兰、徐志球、徐彩珍、翁永清、高金源、郭公举、郭苏扬、浦福娣、陶其南、黄力行、黄自山、盛桂元、彭冲、彭传友、董加耕、蒋桂同、韩本初、掌家忠、傅皊仙、强琴妹、滕春江、潘文龙、薛振汉、魏阿宝

### 浙江省(64名)
王子达、王志诚、王花香、王季午、王根娣、王菊凤、方剑文、叶孝甫、冯树仁、朱士元、刘汉彬、刘尧增、刘志坤、刘英、刘品其、汤姣成、许阿夫、孙美英、杜来云、李月莲、李庆味、杨匡保、杨彩妹、来成德、吴阿芝、吴爱姣、何香德、应卸根、汪月霞、汪海生、张永生、张明星、张雪梅、陆春兰、陆星垣、陈双田、陈再新、陈良银、陈阿木、陈阿福、陈林元、范阿松、罗祥根、周文典、周凤鸣、赵中校、胡文秀、胡钦省、洪水花、洪先友、贺贤春、倪焕祺、龚香才、盛宝龙、梁桂英、董云飞、董聿茂、韩一中、蓝盛花、楼荷莲、谭启龙、戴香妹、瞿小囡

### 安徽省(71名)
马宗梅、马桂兰、王光宇、王佩明、王泽农、方勇民、方崇全、田立保、成立庠、成仲华、吕季方、朱宝林、朱恩喜、朱读玉、刘向阳、刘守民、刘儒林、汤从贤、许步信、李正英、李顺琴、李振东、李焰松、杨和发、杨承宗、杨效椿、吴从树、吴成会、吴彦求、宋佩璋、张义恩、张冯开、张秀瑛、张树生、张祚荫、张家云、张谦德、陈广友、陈玉梅、陈诗纯、陈贵山、陈琦、陈道云、林永根、林光辉、郑玲萍、孟庆源、孟学光、赵之贵、胡兰芳、姚崇信、聂立仁、顾霞、徐文成、徐善萍、徐静洲、高兰英、郭宏光、郭宏杰、黄大荣、常德龙、梁守富、韩学明、程正伟、程敬伦、谢照松、裘启钰、滕书保、戴信枝、魏良丙、魏建章

### 福建省(53名)
于凌郊、王云集、王世锐、王吓康、王惠、田毓民、朱光耀、朱芬兰（女）、庄志鹏、刘永生、刘清土、刘捷生、刘辉文、刘端宜、江礼银、许小启、杜庆荣、巫先木、李庆霖、李怀生、杨木兰（女）、肖贺来、吴从征、吴亚荣、吴锦章、张华、张伙成、张维兹、陈红（女）、陈金顶、陈振坤、范快治（女）、林文武、林秀华（女）、林美英（女）、卓寿儒、卓启延、卓雄、罗年、周雪凤（女）、胡新玉、钟祖妃（女）、郭梨娣（女）、郭瑞人、黄亚光、黄克和、黄祖德、黄家土、黄裕祥、梁梅珠（女）、韩国南、蔡启瑞、廖志高

### 江西省(59名)
万龙海、万里浪、王大川、王根泉、王萱春、甘祖昌、古常纲、朱菊芳、向腊玉、刘俊秀、江渭清、李友秀、李今芳、李文举、李斗武、李世璋、李重新、杨尚奎、杨春发、吴红根、吴娇莲、佘积德、沈淑瑾、宋志霖、张永富、张永新、张志宏、张盛华、陆孝彭、陈长根、陈昌奉、陈菊女、赵志坚、胡金生、胡崇培、秦玉香、夏普祥、徐达纺、徐清秀、高凤仙、陶智谋、章士美、章水英、彭学富、程祥明、傅佐香、曾凡桂、曾国华、曾振荣、雷细梅、蔡方根、廖文明、谭冬幼、熊学群、黎寿天、潘式言、潘震亚、薛应钊、魏金河

### 臺灣省(12名)
王碧云（女）、田富达、冯炎火、李丽（女）、李辰、张桂珠（女）、陈木森、陈逸松、林丽韫（女）、林德时、钟维旺、蔡子民

### 山東省(112名)
丁友生、于海亭、马传香、王广谦、王吉德、王竹泉、王兴敏、王秀花、王淑芳、王瑞美、牛光春、孔宪章、申玉仁、田立柱、田立俊、白如冰、成仿吾、毕秀兰、曲振海、吕宜兰、吕承德、吕鸿宾、乔世俊、刘太臻、刘先志、刘佩荣、刘金海、刘宝勇、刘持梅、刘祥疃、刘翠英、齐法恒、江青、许成德、孙会生、孙松一、孙衍坤、孙德昌、严立乾、李云聚、李玉花、李成华、李华德、李会丰、李连洪、李法瑞、李春生、李胜荣、李德之、杨仁中、杨玉春、杨坡兰、杨毅、步军、吴桂云、邱洪贵、何大美、谷桂兰、宋明汉、张士忠、张兰英、张延成、张志文、张金平、张金城、张宝富、张承良、张贵增、张洪生、张洪陵、陈文仲、陈以梅、陈朴先、陈承山、范国江、林萍、周运普、周桂兰、单建华、郞咸芬、赵玉英、赵立云、赵兰英、赵锡梅、郝怀友、郝学德、胡英洪、段连贵、侯振民、宫福成、费立英、姚士昌、秦玉林、袁盛堂、顾懋林、高亨、常贯玉、康永和、鹿道平、盖玉凤、彭世杰、董金福、董玲珍、韩在胜、韩秀云、韩淑英、傅春法、曾呈奎、裴香亭、燕洪玉、薛兆亮、穆林

### 河南省(105名)
丁来和、马广宗、王力学、王大海、王化云、王东方、王兰珍、王国斌、王钦、王振庆、王爱芳、王维群、牛学智、石秀兰、田秀清、史树芬、宁士德、吕德才、伍灼胜、任云、华山、刘友明、刘克让、刘青楼、刘建勋、刘清怀、许木、许长治、孙振清、苏殿选、杜保泉、李士兴、李文广、李四立、李老春、李茂生、李俊英、李维新、李棉妞、李禄、杨兰春、杨兆君、杨顺阳、杨俊生、萧扬清、时荣莲、吴绍骙、冷树德、沈琼、张友山、张仓兴、张文祥、张玉香、张兴仁、张守德、张学治、张宗海、张贯启、张保怀、张喜臣、陈素华、邵兴昌、林淑花、罗士瑜、金春荣、郑发忠、郑保发、单国文、赵改、赵素花、赵登泰、赵福赞、荆来太、拜梅琴、胥秀真、聂世昌、晏安纯、钱改地、徐东花、徐桂霞、高洁、高维起、郭恩荣、郭继保、郭培鋆、唐岐山、姬书云、黄民英、曹收、曹泮民、曹淑芬、盛来智、崔若凯、寇金玉、彭翠香、董玉琴、韩凤仪、韩金铭、韩学义、景小钦、谢家芳、薛喜梅、冀桂昕、魏怀清、魏明彩

### 湖北省(79名)
丁凤英、万述荣、马学礼、王汉池、王全亮、王序森、王贤可、王学远、王峰、方振英、叶先礼、成祖德、朱业奎、朱鸿霞、刘元香、刘长顺、刘为德、刘劲、杜荣杰、李友华、李光裕、李先念、李向前、李国平、李淑云、杨冬云、杨明聪、杨祖高、杨道安、肖远祥、肖武权、辛志英、汪秀兰、宋小黑、宋侃夫、张水泉、张用学、张立国、林一山、罗恒清、金成喜、金琼㛅、周咏曾、项关福、赵辛初、赵修、胡宝玲、胡恒山、胡德珍、饶斌、姜一、袁化文、贾立成、夏菊花、夏清俭、高玉田、高秀琴、郭衍建、陶述曾、黄先有、黄德忠、章小清、商树华、寇晋昌、彭杰如、彭昌松、董必武、韩宁夫、覃祥官、傅大志、傅荣华、裘法祖、漆福英、谭能华、熊桂香、潘广生、戴能鹏

### 湖南省(83名)
于明涛、王方寿、王昆和、王海云、毛迪秋、方忠宇、邓争范、左茂朝、叶卫东、任长生、华国锋、向望启、刘天保、刘夫生、刘作仁、刘希祥、刘良志、刘忠福、江才香、许新宝、孙子述、孙德福、李小嘉、李至有、李光庆、李秀云、李国炳、李顺、李蜀安、杨发姣、杨老英、肖立霞、肖远苏、吴昌运、吴晖、何明清、言仁海、张万宏、张平化、张传金、张华、张国清、张福财、陈辽海、陈启智、陈国达、陈国初、陈惠兰、易会才、易树元、罗迭开、金世钧、周世钊、周里、周远南、周南生、周鸣鸂、郑红、屈智富、赵琦、凌霞新、郭履群、唐利君、唐素平、黄仲凡、黄仲钦、黄金莲、黄复和、曹训德、盘代乾、麻老二、彭武仁、彭官恕、彭家娥、覃华美、喻勇、焦佩伟、舒毓高、曾凡贤、谢智峰、雷小汉、詹先礼、谭余保

### 廣東省(129名)
万腊苟、王亚状、王茂琼、王学显、王宽诚、毛文韦、文春梅、方君壮、邓初、石慧、叶文水、邝健廉、丘学科、毕波、吕妹妹、朱寿全、庄世平、刘均益、刘国忠、刘新添、关山月、江汉武、江细庭、汤秉达、许丽华、许添、孙亦武、苏友、李光贵、李宇兴、李坚真、李灶、李树柏、李恭兴、李凌冰、李菊生、李崧、李清文、李福华、杨光、杨佛生、杨启荣、杨泽江、杨荣国、杨炳、吴四妹、吴先锋、吴国歆、吴流沙、吴康民、何木金、何少群、何乔、何贤、何显胜、何保、张木清、张文阁、张和畅、张泉、陈少妹、陈长卿、陈心陶、陈永凤、陈荣汉、陈祥、陈镜开、范汉锐、范华罗、林李明、林岳川、林法、林宝如、林爱莲、欧阳武、易作才、罗征祥、周铮、冼为铿、郑明常、房老君一、赵秋权、赵紫阳、柯平、蚁美厚、钟明、费彝民、莫四、莫秀英、贾大水、徐致祥、郭添海、郭棣活、郭增恺、黄名伍、黄兴、黄秀英、黄章、黄婵琴、黄棠、黄德福、黄燕芳、梅日新、商承祚、梁永红、梁明、梁忠文、梁定邦、梁经汉、梁祥胜、梁培、梁银娇、寇延庆、彭军、董树标、蒋英、韩佑珍、曾生、曾宪宽、温巧云、谢荣山、蒲蛰龙、赖国贵、赖宝玉、赖桂美、雷秉彝、詹爱琼、蔡明训、黎日景

### 廣西壯族自治區(72名)
万堂婆、王冬莲、王明荣、王奕仁、韦国清、韦金秀、韦善修、毛凤鸾、邓树均、石兆棠、卢世杰、卢显达、朱为凤、乔晓光、刘运生、刘军、农帮秀、芦潮枢、苏明英、李天德、李华惠、李启高、杨德安、肖寒、吴伊丽、岑泽考、何辉广、邹德根、汪茂利、张美健、陆卫东、陆榕树、陈文华、陈启品、林群英、林儒年、罗子月、周佩凤、郑建宣、赵慧群、胡翠金、钟成林、钟莲英、莫乃群、莫自林、贾凤英、黄秀颜、黄作勤、黄金县、黄法文、黄绍兴、黄荣、黄彩仁、黄裕琼、黄裕群、黄新明、梁吉泉、梁莲珍、蒋桂兰、覃志文、覃应机、覃洪光、曾春生、曾宪亮、蓝建邦、蓝荣英、廖永师、谭以坤、谭素珍、黎光旺、颜景堂、潘炎华

### 四川省(157名)
于立文、丰贵琼、王永燊、王茂全、王杰、王树生、王贵元、王喜庆、王遐龄、王耀先、札西泽仁、毛春发、邓华、邓芳芝、石光前、田淑芳、田景琦、代会明、冯碧桂、司来功、吉牛布哈、朱德、任显德、向仁厚、向庭晓、刘一珍、刘大佣、刘文钦、刘正斌、刘兴元、刘远权、刘国民、刘秉温、刘荣成、刘振东、刘淑碧、苏呷沙且、杜心源、杜琼书、巫方安、李大章、李少言、李中一、李仕碧、李均、李秀云、李林枝、李建修、李洪财、李振、李莉、李职贵、李福元、杨长盛、杨邦润、杨伦选、杨汝岱、杨运烈、杨志诚、杨宝谦、杨定伦、杨顺才、杨福山、杨福田、吴从科、吴冬水、吴绍文、吴诸辉、吴僧烋、邱先忠、何云峰、但坤蓉、余光妹、邹清蓉、张玉华、张光明、张兴华、张兴群、张利、张英祥、张呼晨、张家珍、阿登、陈贤英、陈昌富、陈能宽、陈慎斋、林守义、林茂森、尚俊芳、果基木古、罗昌华、罗郡国、罗崇贞、岳水清、岳林、所登、周玉清、周均南、周忠叙、周钦岳、周家喻、周银萍、庞德兰、郑邦国、郑洪礼、泽汪、降央伯姆、胡凤田、胡志芳、柯召、钟银贵、钟淑华、钟嘉钰、觉洛拉门、敖仁良、袁邦莲、耿德元、钱德、徐荣江、高凤鸣、高明平、郭万举、郭文轩、唐克碧、唐振荣、陶正秀、黄永熙、黄华清、黄荣昌、黄廉、曹钟梁、常昌乐、梁伯英、梁素兰、梁素贞、彭迪先、彭家治、蒋荣福、蒋锡明、蒋德文、韩士良、韩仁宇、喻静、黑春芳、然巴扎西、童少生、游寿星、赖洪德、蔡富赢、裴昌会、熊国清、颜伦扬、薛相德

### 貴州省(53名)
王卜小荣、王永年、王治国、王炳清、叶玉珍、田子明、田应春、朱春芳、任素华、刘凤英、刘会芳、许天珍、孙昌德、李连城、李侠公、李泽银、李庭桂、李振邦、李盛芳、杨老告、杨先治、杨春华、吴文娟、吴玉英、吴秀龙、吴国超、吴承清、吴家永、吴通明、宋合斌、张廷怀、张昌琪、张明、陆三九、陆琼英、陈长茂、陈国秀、陈瑞安、陈璞如、周剑萍、赵瑞兴、骆绍成、聂经锡、贾庭三、郭应康、陶端生、章桃仙、梁仕德、韩启英、鲁瑞林、曾宪辉、熊朝键、潘家书

### 雲南省(68名)
七主独基、王云仙、王少岩、王吉祥、王岩岗、王辉先、方向东、方国瑜、尹家仙、甘再明、甘登矩、申文忠、司拉山、召存信、伟玛乍、朱文藻、朱克家、朱德祥、刘红鹰、刘明辉、安惠勤、孙广道、李扎椰、李世荣、李竹英、李克忠、李和才、杨心格、杨正祥、杨绍华、杨顺贤、杨朝有、邹延庆、张天放、张元田、张云生、张冲、张良才、陆朝海、陈月端、陈文彩、陈杰、陈批鲁、陈克、范开有、范玉权、岩帅、岩香坎、罗桂友、和惠均、金宝、金桂仙、周兴、赵廷光、保洪忠、施崇有、钱树荣、殷从信、郭偏初、黄兆其、梁建国、斯淑英、董学农、普干益、普开香、瑞板、雷木很、蔡大双

### 西藏自治區(25名)
仁增旺杰、巴桑、占堆、生钦·洛桑坚赞、宁珠、曲加、任荣、次旦、贡布、苏中杰、李发钦、杨东生、阿沛·才旦卓嘎、阿沛·阿旺晋美、林东、帕巴拉·格列朗杰、郑书琴、格桑旺堆、格桑益西、索朗旺堆、高圣轩、措姆、彭措次仁、错其、嘎玛

### 陝西省(64名)
马凤顺、马世英、马荣莉、马洪起、王凤琴、王良甲、王明信、王定华、王香玲、王家成、王德元、巨光耀、方福林、尹菊芳、石岚生、同桂荣、刘述贤、孙留狮、李凤兰、李玉兰、李世英、李克荣、李尚省、李春元、李相臣、李洪明、李瑞山、李德元、杨占春、吴桂贤、余静清、宋克勤、张士德、张心安、张民华、张芙蓉、张宜珍、张海龙、陆颂善、陈秋芳、陈智华、郏腊香、尚生才、罗祯祥、罗燕军、单怀香、赵凤芝、赵洪璋、郝树才、姚连蔚、高明月、郭希珍、黄经耀、常维华、崔来芹、康生、恵世恭、雷达天、蔡运厚、蔺文章、熊应栋、燕农养、霍士廉、薛玉坤

### 甘肅省(44名)
丁騰芳、卜憲貴、才讓卓瑪（女，藏族）、馬白給也（女，東鄉族）、馬光宗（回族）、馬維儒、王飛躍（保安族）、王世泰、王秀蘭（女）、王國瑞、王榮才、王淑珍（女）、田毅（女）、馮觀有、馮秀珍（女）、劉維生、許存貴、許瑞蘭（女）、蘇鳳梅（女）、蘇和（蒙古族）、李永卿、李芳遠、李作榮（女）、李沛其、楊漢烈、楊秀蘭（女）、邱運財、邱裕民、宋學武、張震南、冼恒漢（壯族）、鄭國錩、趙丹萍（女）、禹貴民（回族）、侯進位、夏風英（女）、郭天順、郭應祥（裕固族）、曹學禮、戚玉珍（女）、董雲林、蔣次升、智進財、靳傳廉

### 青海省(20名)
马文良、马正寿、吕艳秀（女）、伊升、李乐贤、宋长庚、陆全法、林盛泉、尚玉清（女）、郑文财、官保加、贺盈兰（女）、热合理、席元寿、阎清永、董天祯、韩乙卜拉、薛宏福、薛辉、霍应芳

### 寧夏回族自治區(13名)
马惠敏、王汉杰、王全茂、王维桂、王耀花、李成有、张克华、张学贵、陈养山、高生祥、康健民、斯琴、雷启霖

### 新疆維吾爾自治區(51名)
王振中、王振东、木沙·司马义、牙合甫大毛拉、孔得空、巴岱、玉素甫·买买提、艾力牙斯哈尔、艾山·尼牙孜、艾尼·司的克夫、艾则孜·依不拉音、卡尔波娃·娜嘉、田淑珍、白迪·海山、亚米力哈木甫提、肉孜尼沙汗、朱庆家、刘春芳、刘星、刘福荣、买买提·肉孜、买买提·克里木、寿青、克尤木·买提尼牙孜、李昭明、李恽和、肖元才、吴巨轮、吴秀芳、库尔班·吐鲁木、库尔班·哈力克、库完汗·买买提、沙马力汗、张竭诚、阿木冬·尼牙孜、阿依木汗、阿米娜·艾买提、陈学栋、拉孜克·买买提、和加巴依、和加艾合买提、法力达、涂治、热比亚·买买提、铁木尔·达瓦买提、徐秀宽、高有富、塔奇善、傅黑子、赛福鼎、穆拉瓦尔汗·依不拉音

### 中國人民解放軍(486名)
丁炳南、丁盛、于小平、于坦、于敬山、千比、马云霞（女）、马玉涛（女）、马白山、马宁、马焕卿（女）、王一、王三欣、王万祥、王天保、王从周、王六生、王文忠、王孔运、王玉凤（女）、王玉昆、王玉清、王平、王世藩、王丕礼、王占山、王必成、王传训、王守武、王克强、王英光、王范斌、王尚荣、王昕、王明宣、王明德、王和安、王泮文、王学清、王建安、王建青、王树全、王保明、王振华、王振祥、王恩印、王继友、玉常在、王猛、王惠、王景昆、王锋戈、王善富（女）、王毓淮、支祖山、牛四辈、牛乾一、毛张苗、邓兆祥、艾福林、石一宸、龙老化、龙岳来、龙炳初、龙梅（女）、卢胜、申仲义、申秀兰（女）、申富、叶书尧、叶克守、叶金刚、叶建民、叶剑英、田世兴、田有祥、田维扬、田维新、史世屏、白文礼、邝任农、兰庭辉、皮定均、边克信、邢希理、邢泽、成钧、毕占云、吕吉兰、吕传銮、吕昭义、朱玉玲（女）、朱光亚、朱良才、朱启祥、朱英、朱学清、朱新民、朱燕燕（女）、仲依生、任逢先、刘义、刘仁福、刘玉堤、刘永发、刘存信、刘邦贤、刘兆善、刘汝贤、刘志坚、刘伯承、刘伯堂、刘宏（女）、刘英兰（女）、刘贤权、刘炎田、刘绍文、刘保亭、刘晓峰、刘晓新（女）、刘焕谦、刘续昆、刘景田、刘道生、刘福存、刘镇、刘耀宗、衣瑞伦、关盛志、关琦明、江献宗、许世友、许乐夫、孙文远、孙书海、孙玉水、孙玉国、孙乐义、孙臣良、孙志芳、孙亮平、孙致厚、孙盛宽、纪中胜、严大芳、严家安、苏振华、苏敏京、杜计生、杜平、杜永春、杜喜仁、李开印、李扎根、李友连、李从月、李月荣（女）、李文堂、李文模、李世安、李世焱、李永强、李发锁、李达、李成春、李寿轩、李志民、李怀德、李茂勤、李宝实、李佳荣（女）、李敏（女）、李秘新、李益德、李道之、李源一、李聚奎、李翠兰（女）、李德生、李馨诚、杨大伦、杨中行、杨玉书、杨立如、杨吉林、杨守江、杨针、杨国夫、杨育才、杨泽民、杨妹九、杨思禄、杨勇、杨梅生、杨得志、杨清盛、杨鸿儒、肖元礼、肖全夫、肖红书、肖劲光、时心仁、吴几康、吴习智、吴世杰、吴怀才、吴信泉、吴恒声、吴爱霞（女）、吴朝祥（女）、别祖后、何光宇、何辉燕、何碧辉（女）、余立金、余光茂、余述生、谷自珍、狄福才、邹永翠（女）、邹德红（女）、冷鹏飞、汪由接、汪水华、汪家道、汪德昭、沈运全、宋文海、宋时轮、宋若江、张大鹏、张万久、张天云、张元培、张正信、张风歧、张风廷、张计辰、张玉山、张世盖、张冬凉、张立勋、张达志、张纪之、张志富、张丽娟（女）、张连华、张希才、张怀瑞、张英福、张治银、张宗逊、张经文、张映哲（女）、张洪追、张桂武、张桂金、张爱萍、张梅华（女）、张越男（女）、张斌、张新华、张德斌、张冀、张耀祠、陆秀南、陆惟善、阿不都、陈士榘、陈天龙、陈仁山、陈凤英（女）、陈文银、陈正湘、陈水顺、陈先瑞、陈寿康、陈咏贤、陈其通、陈奇涵、陈昊苏、陈孟宇、陈康明、陈淑清（女）、陈辉亭、陈锡祥、陈锡联、陈锦姑（女）、陈福初、陈福胜、陈德、邵华泽、邵均武（女）、武忠荣、范素静（女）、范朝利、林月琴（女）、林兰英（女）、林依平、林德兴、林遵、板常安、尚秀玉（女）、罗华生、罗通、罗常源、和志国、金庆明、金秀清、金秀斌、周士第、周水朵周世忠、周希汉、周纯全、周金黄、周建华、周贯五、周桂生、郑本炎、郑希文、郑希龙、官峻亭、居双池、孟克、赵文进、赵炳安、赵先顺、赵忠范、赵相丕、赵晶辉（女）、赵普羽、赵新乐、赵德芳、郝忠云、郝盛旺、胡天泉、胡兰（女）、胡寿根、胡奇才、胡尚礼、胡树仪（女）、胡炳云、胡清碧（女）、柯长均、查玉升、钟少珍（女）、钟汉华、钟赤兵、钟国楚、段文义、段苏权、段连绍、段焕竞、信俊杰、侯润陶、施抗美（女）、恽仁祥、姜英、姜泗长、宫照德、费国柱、姚虎成、姚喆、贺东生、贺诚、贺晋年、秦基伟、聂荣臻、莫文骅、索娜（女）、贾乾瑞、原炽、顾永武、顾秀、钱学森、铁世林、徐立清、徐廷泽、徐向前、徐其孝、徐柏龄、徐信、徐恒禄、徐捷、徐敏（女）、徐锦荣、殷之书、高厚良、高浩林、高秋荣（女）、郭延林、郭兴、郭林祥、郭鹏、唐子安、唐天际、唐述棣、唐和、诸惠芬（女）、展明、陶峙岳、黄心沾、黄丑和、黄立功、黄达宣、黄来德、黄其洪、黄根海、黄爱珠（女）、黄朝天、黄瑞祥、黄新廷、黄德懋、曹达诺夫、龚兴贵、崔文斌、崔田民、崔吉君（女）、崔志英（女）、崔建功、崔桂江、符亭光、阎仁厚、阎世厚、阎同茂、阎德兴、梁必业、梁守槃、彭士禄、彭仕红、彭明治、彭绍智、彭绍辉、彭富九、董光继、董其武、蒋邦礼、韩东山、韩先楚、韩练成、韩敏、韩曙、粟裕、嵇伟功、程开甲、程登志、傅传作、傅秋涛、傅祟碧、鲁治安、童国贵、曾绍山、曾树林、曾思玉、曾美、温先星、温安仁、谢振华、谢清华（女）、靳秀爱（女）、赖毅、路宗成、詹才芳、詹海英、鲍国臣、褚传禹、蔡翘、廖汉生、廖冠贤、廖鼎琳、谭树恒、谭家述、熊志生、黎群、滕俊清、滕海清、颜伏、潘士林、潘艾俐（女）、潘兴功、潘桂荣（女）、潘朔端、薛明（女）、薛振家、衡小毛